# Igelstjärnet
Igelstjärnet är en sjö i Bengtsfors kommun i Dalsland och ingår i Göta älvs huvudavrinningsområde. Sjön har en area på 0,0724 kvadratkilometer och ligger 135,1 meter över havet.

## Delavrinningsområde
Igelstjärnet ingår i det delavrinningsområde (655098-130036) som SMHI kallar för Mynnar i Laxsjön. Medelhöjden är 138 meter över havet och ytan är 9,48 kvadratkilometer. Räknas de 3 avrinningsområdena uppströms in blir den ackumulerade arean 43,56 kvadratkilometer. Flatsbäcken som avvattnar avrinningsområdet har biflödesordning 3, vilket innebär att vattnet flödar genom totalt 3 vattendrag innan det når havet efter 199 kilometer. Avrinningsområdet består mestadels av skog (67 procent), öppen mark (12 procent) och jordbruk (14 procent). Avrinningsområdet har 0,33 kvadratkilometer vattenytor vilket ger det en sjöprocent på 3,5 procent.